# Season of Poison
Season of Poison es el segundo álbum de estudio de la banda estadounidense Shiny Toy Guns. El 5 de agosto de 2008, Jeremy Dawson a través del My Space de la banda, anunció que el segundo álbum de estudio estaba completo. El álbum fue lanzado el 4 de noviembre de 2008. El álbum incorpora a una nueva vocalista: Sisely Treasure
El Primer sencillo del álbum es "Ricochet!", que alcanzó el puesto #17 en el "Modern Rock Tracks" 
Season of Poison debutó en el puesto 47 en el Billboard 200 chart.

## Lista de canciones
1. "When Did This Storm Begin?" – 4:10
2. "Money For That" – 3:23
3. "I Owe You A Love Song" – 3:44
4. "Ghost Town" – 3:43
5. "It Became A Lie On You" – 4:28
6. "Ricochet!" – 2:39
7. "Season Of Love" – 3:06
8. "Poison" – 5:01
9. "Blown Away" – 3:37
10. "Turned To Real Life" – 3:44
11. "Frozen Oceans" – 4:46

### B- Sides de la edición especial
1. "A Leading Edge" – 2:28 (iTunes Bonus Track)
2. "Free Fall Melody" – 3:45 (Disponible en CD-Single en el Dangerous Storm Music)

El álbum en Best Buy incluye un DVD exclusivo de 16 minutos con entrevistas y sesiones de fotos

## Integrantes
- Chad Petree – Vocalista, guitarra y  Bajo
- Jeremy Dawson – Sintetizador y sonidos electrónicos
- Mikey Martin – Baterista e Instrumentos de percusión
- Sisely Treasure – Vocalista